# Marlborough (Massachusetts)
Marlborough város az USA Massachusetts államában, Middlesex megyében. Lakosainak száma 41 793 fő (2020. április 1.).

## Népesség
A település népességének változása:
| Lakosok száma | 13 805 | 13 000 | 38 499 | 41 793 |
|               | 1890   | 1909   | 2010   | 2020   |